# كريس بلاك
كريس بلاك (بالإنجليزية: Chris Black)‏ (7 سبتمبر 1982 في المملكة المتحدة - ) هو لاعب كرة قدم بريطاني في مركز الوسط. لعب مع نادي دونكاستر روفرز ونادي سندرلاند.

## وصلات خارجية
- كريس بلاك على موقع قاعدة بيانات كرة القدم.إي يو (الإنجليزية)
- كريس بلاك على موقع Soccerbase.com (لاعب) (الإنجليزية)
- كريس بلاك على موقع عالم كرة القدم.نت (الإنجليزية)